# Aimé Morot

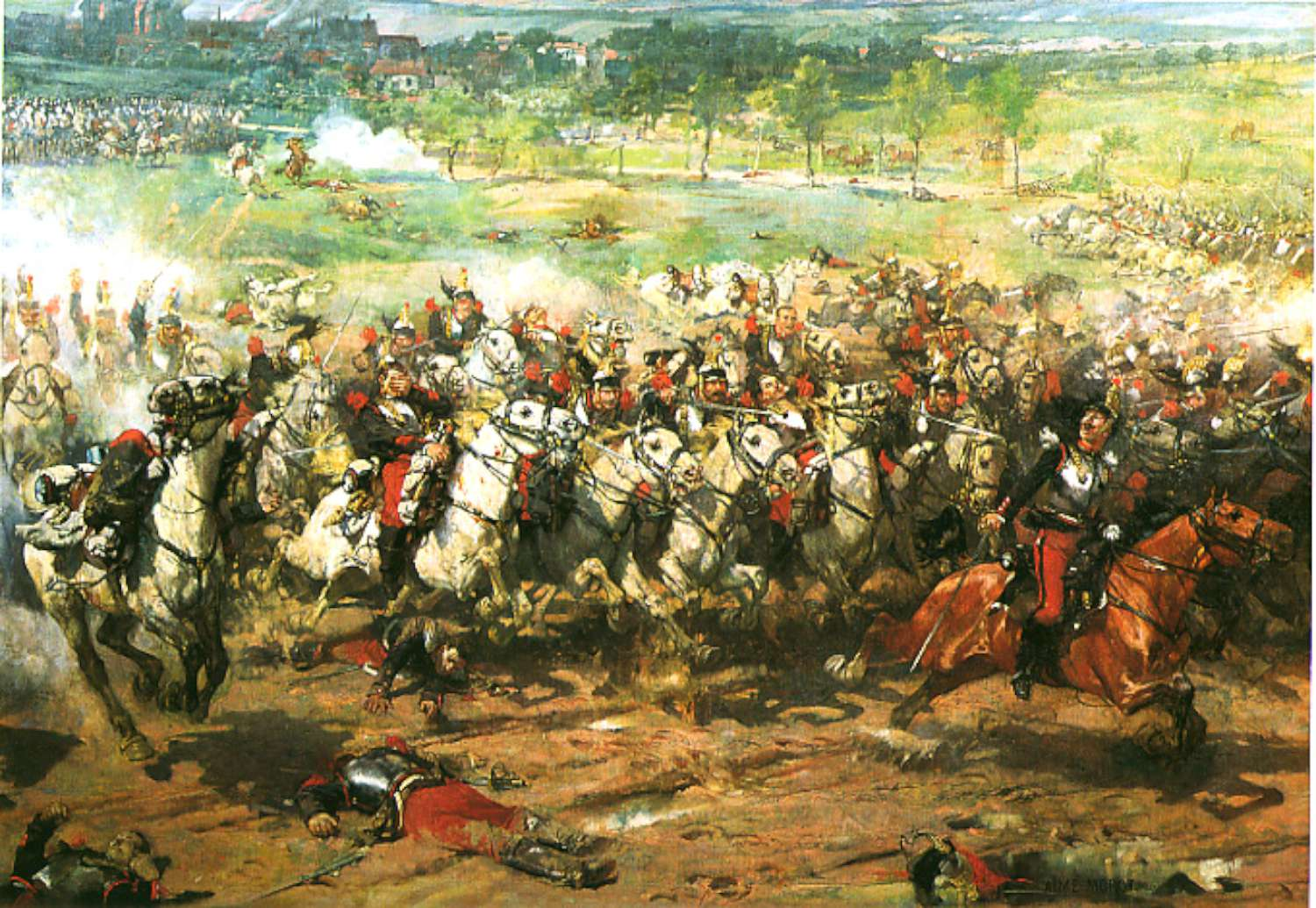
Reichshoffen, pintado em 1887

Aimé Nicolas Morot (Nancy, 16 de junho de 1850 — Dinard, 12 de agosto de 1913) foi um pintor francês, genro do também pintor Jean-Léon Gérôme e amigo do pintor e escultor Édouard Paul Mérite.

## Carreira
Começou a estudar pintura, desenho e impressão de gravura com 12 anos em Nancy, na Escola Municipal de Desenho, com seu mestre que se chamava Thierry. Ele continuou seu estudo em Nancy até o final de 1860 e depois ingressou no atelier de Alexandre Cabanel na Escola de Belas de Paris, onde fez um workshop. Aimé abandonou esse curso ao fim de duas semanas para continuar os seus estudos de forma independente.
Nesse período, por cerca de 2 anos, ele passou muito do seu tempo estudando animais no Jardim das Plantas, onde ele desenvolveu suas habilidades de observação e retratamento de animais. Morot iria se tornar famoso pelas suas pinturas de cavalos, leões e touros. Apesar de não ter frequentado as Escola de Belas Artes, ganhou o Prix de Rome em 1873, quando o tema desse ano foi o Cativeiro Babilónico. A pintura premiada faz parte das coleções atuais da Escola de Belas Artes de Paris.
Em 1877 ele foi premiado com uma medalha de segunda classe para Medea, e em 1979 recebeu uma medalha de primeira classe para os Ambronnes. Em 1880, ele ganhou uma medalha de honra para The Good Samaritan.
No mesmo ano, Aimé retornou a Paris e se casou no civil com Suzanne Mélanie Gérôme (1867-1941) na Câmara Municipal Drouot (Paris 9o. Arrondissement) e na igreja em 1887. Sua filha, Denise Morot, nasceu no final da década de 1890. A família vivia em uma casa na rua Weber em Paris.
Depois de produzir algumas obras figurativas notáveis no início da sua carreira, Aimé tornou-se um pintor de retratos da alta sociedade. Além de pintor, Morot foi também escultor de pelo menos uma obra. Apesar de ter viajado muito com a sua família, não tem quaisquer obras em estilo orientalista.

## Obra

### Pintura
- Super Flumina Babylonis (O cativeiro dos judeus na Babilônia), 1873. Óleo sobre tela, 1,45 x 1,13 m, Escola Nacional de Belas Artes de Paris.
- Daphnis e Chloe, exibidos no Salão de Paris em 1873
- Medeia, Roma, 1876, conservado no Museu Barrois em Bar-le-Duc.
- Medeia, exibida no Salon de Paris em 1877.[3]
- Victoria, 1878, retrato de aquarela em papel, 0,12 x 0,09 m. Coleção privada M.J. Waterloo, Amsterdã - Holanda.
- O bom samaritano, estudo, 1878. Óleo sobre tela, 0,56 x 0,38 m. Petit Palais, Museu das Belas Artes de Paris
- Episódio da Batalha de Águas Sêxtias, salão de 1879, apresentado extra-concurso e premiado com uma medalha de 1ª classe; inspirado na História dos Gauleses de Amédée Thierry; conservado  no Museu de Belas Artes de Nancy.
- O Bom Samaritano, 1880, conservado no Petit Palais, Paris.
- Sr. Barthelemy Crepy, 1880. Óleo sobre tela, 1,02 x 0,80 m, Museu das Belas Artes, Lille, França
- Martírio de Jesus de Nazaré, 1883, no Museu de Belas Artes de Nancy.
- Rezonville, 1886, no Museu de Orsay, Paris
- Mademoiselle Agache, 1881.
- Madame Julia Bartet, 1881. Museu Carnavalet, Paris, França
- Jesus de Nazaré, 1883. Museu de Belas Artes de Nancy, França.
- Dryade, 1884.[4]
- Bravo, Toro, 1884.
- Madame Aline Leon, 1887, Museu das Belas Artes de Nancy (em depósito), França.
- Reichshoffen, 6 de agosto de 1870, 1889. Óleo sobre tela, 4,30 x 8,00 m, Palácio de Versalhes, Museu da História da França (Versailles),
- Prisioneiro, sem data. Óleo sobre tela, 1,10 x 1,28 m, Museu das Belas Artes, Lille, França.
- Mademoiselle M. Gérôme (a cavalo), exibida no Salon de Paris em 1890. Sr. Eugênidi, 1895.[5]
- Mademoiselle M. Gerome, 1895.
- Príncipe de Arenberg, 1897.
- Sr. Jean-Léon Gérôme, 1897.
- Conde de La Rochette, 1898.[6]

### Escultura
- Gérôme executando Os Gladiadores , Museu d'Orsay, Paris (esculpido por Jean-Léon Gérôme e Aimé Morot)